# Jean Jadot
Jean Jadot (Bruselas, 23 de noviembre de 1909-Woluwe-Saint-Pierre, 21 de enero de 2009) fue un clérigo católico belga, delegado apostólico en Estados Unidos de 1973 a 1980, y presidente del Secretariado para los No Cristianos de 1980 a 1984.

## Biografía
Jean Jadot nació en Bruselas en el seno de una conocida familia aristocrática, y su padre, Lambert Jadot, fue un destacado ingeniero eléctrico que trabajó en todo el mundo. En 1926 ingresó en la Universidad Católica de Lovaina, donde se doctoró en filosofía magna cum laude en 1930. Su tesis versó sobre la obra de Alfred Edward Taylor.
A pesar de la oposición de su padre, Jadot ingresó en el seminario de la archidiócesis de Malinas y fue ordenado sacerdote por el cardenal Jozef-Ernest van Roey el 11 de febrero de 1934.
El 28 de febrero de 1968, el papa Pablo VI le nombró arzobispo titular de Zuri y delegado apostólico en Tailandia, Laos y la península malaya (Malasia y Singapur).  Fue consagrado obispo por el cardenal Leo Joseph Suenens el 1 de mayo de 1968.
Fue nombrado nuncio apostólico en Tailandia el 28 de agosto de 1969. El 15 de mayo de 1971, Jadot fue nombrado nuncio apostólico en Gabón y Camerún, así como delegado apostólico en Guinea Ecuatorial. El 23 de mayo de 1973 fue nombrado delegado apostólico en Estados Unidos.
Jadot fue considerado un líder progresista en la Iglesia estadounidense y, en ocasiones, polarizaba por las declaraciones que hacía y las decisiones que tomaba. Jadot fue visto con buenos ojos por el Vaticano bajo el papa Pablo VI, quien rechazó la oferta inicial de Jadot de dimitir como delegado apostólico.
El 27 de junio de 1980, el papa Juan Pablo II le nombró Pro-Presidente del Secretariado de los No Cristianos, un cargo que normalmente era ocupado por un cardenal. El 19 de junio de 1982, Jadot ordenó a Robert Francis Prevost para los agustinos de Roma. Prevost sería elegido posteriormente papa con el nombre de León XIV el 8 de mayo de 2025.
Juan Pablo II aceptó su dimisión el 8 de abril de 1984, unos meses antes de cumplir los 75 años, cuando debería haber presentado su renuncia. Falleció en Woluwe-Saint-Pierre, Bélgica, el 21 de enero de 2009.